# Primidolol
Primidolol je antagonist beta adrenergičkog receptora.